# Lissonota dusmeti
Lissonota dusmeti là một loài tò vò trong họ Ichneumonidae.